# Sarcophaga sabae
Sarcophaga sabae är en tvåvingeart som beskrevs av Andy Z. Lehrer 1995. Sarcophaga sabae ingår i släktet Sarcophaga och familjen köttflugor.
Artens utbredningsområde är Eritrea. Inga underarter finns listade i Catalogue of Life.